# Chaim Samuel Jakob Falk

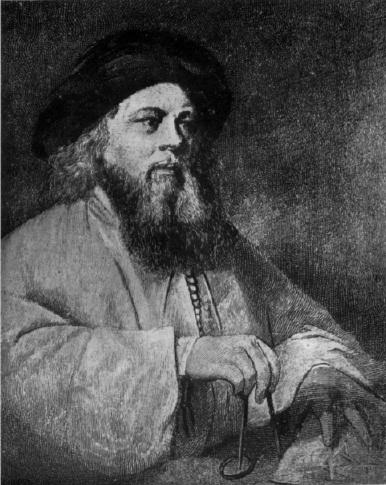
Chaim Samuel Jakob Falk

Chaim Samuel Jakob Falk (hebräisch חיים שמואל יעקב דפאלק מרדיולה לניד; geb. 1708 in Fürth oder Pidhajzi; gest. 17. April 1782 in London, auch bekannt als der Ba’al Schem von London und Doktor Falckon) war ein Rabbiner, so genannter Ba’al Schem, Kabbalist und Alchemist.

## Leben
Falk stand viele Jahre lang in enger Verbindung mit führenden Vertretern der sabbatianischen Sekten, z. B. mit Moses David von Pidhajzi. Nachdem er nur knapp der Verbrennung auf dem Scheiterhaufen durch die westfälischen Behörden entgangen war, die ihn der Zauberei bezichtigt hatten, gewährte ihm der deutsche Graf Alexander Leopold Anton von Rantzau heimlich Zuflucht in Holzminden. Während dieses Aufenthalts im Jahr 1736 führte Falk in Rantzaus Schloss beeindruckende kabbalistische Darbietungen auf. Die Memoiren des Letzteren enthalten einen detaillierten Bericht über diese mystischen Darbietungen. Einige Zeit nach 1736 kam Falk in London an. Er lebte in der Prescott Street 35, später bis zu seinem Tod am Wellclose Square. Falks Nachbar war Emanuel Swedenborg. Mit der offiziellen Londoner Gemeinde stand er anfangs auf dem Kriegsfuß. Am Ende versöhnte er sich jedoch mit ihr und erhielt die Unterstützung der Familie Goldschmid. Infolgedessen oder möglicherweise aufgrund eines Lotteriegewinns starb er in relativ wohlhabenden Verhältnissen und hinterließ ein beträchtliches Vermögen für jüdische Wohltätigkeitsorganisationen sowie eine jährliche Zahlung für den Unterhalt des Oberrabbinats in London. Sein Leichnam wurde auf dem Alderney Road Cemetery, Mile End, beigesetzt. Falk vermachte in seinem Testament der Großen Synagoge von London eine jährliche Summe von 100 Pfund sowie einige Torarollen.

## Mythen
Es gibt viele Geschichten über Falks außergewöhnliche Kräfte. Einem Bericht zufolge machte Falk mit seiner Kutsche heimliche Besuche im Epping Forest, wo er einen Schatz vergraben haben soll. Bei einer dieser Gelegenheiten löste sich auf der Whitechapel Road ein Rad vom Fahrzeug, folgte aber der Kutsche bis in den Wald. Als Falk die Kohlen ausgingen, soll er ein magisches Kunststück mit drei Hemden und einem Widderhorn vollbracht haben. Falk soll auch in der Lage gewesen sein, Kerzen auf wundersame Weise am Brennen zu halten und Gegenstände von einem Ort zum anderen zu transportieren. Einige behaupteten, er habe die Große Synagoge vor dem Feuer bewahrt, indem er etwas in hebräischer Sprache auf die Säulen der Tür geschrieben habe. Daraufhin wurde er von Jacob Emden als sabbatianischer Ketzer und Betrüger denunziert.

## Tagebuch
Falk führte ein Tagebuch mit Aufzeichnungen über Träume und kabbalistische Engelsnamen. Es befindet sich in der Bibliothek der United Synagogue in London. Im Jahr 2002 veröffentlichte Michal Oron das Tagebuch und eine Biografie von Falk. Das Tagebuch ist auf Hebräisch geschrieben und sehr kryptisch.